# جورج ر. ونايت
جورج ر. ونايت (بالإنجليزية: George R. Knight)‏ هو مؤرخ أمريكي، ولد في 1941.